# Justo Rufino Barrios Auyón

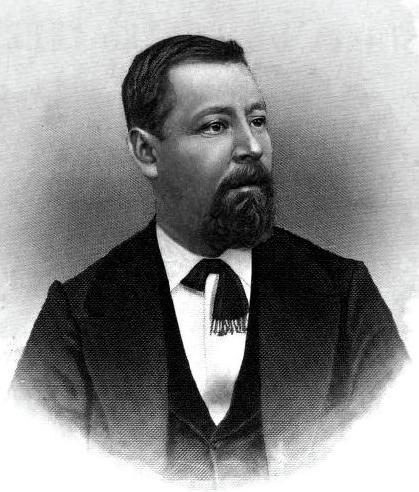
Justo Rufino Barrios Auyón

Justo Rufino Barrios Auyón (* 19. Juli 1835 in San Lorenzo, San Marcos, Guatemala; † 2. April 1885 bei Chalchuapa, El Salvador) war ein guatemaltekischer General und Präsident.

## Leben

### Herkunft und frühe Laufbahn
Justo Rufino Barrios war der Sohn eines wohlhabenden Landbesitzers aus dem Departement San Marcos. Seine Schulausbildung absolvierte er in San Marcos, Quetzaltenango, und zuletzt in Guatemala-Stadt. Anschließend studierte er an der Universidad San Carlos de Guatemala Jura. Nach Abschluss des Studiums im Jahre 1862 war er einige Jahre als Notar in San Marcos tätig. Wegen seiner liberalen Gesinnung und einer Liebesaffäre mit der Tochter des Verwaltungschefs (corregidor) des Departements San Marcos geriet Barrios jedoch bald in Konflikt mit den lokalen Behörden und zog sich auf sein Landgut „Malacate“ zurück.

### Die liberale Revolution
Ab 1867 sammelte Barrios eine Gruppe Gleichgesinnter um sich und begann einen Guerillakrieg gegen die konservative Regierung unter Präsident Vicente Cerna Sandoval. Nachdem er anfangs nur mäßig erfolgreich war, schloss er sich 1869 der Gruppe des liberalen Feldmarschalls Serapio Cruz an, der gleichfalls bereits seit mehreren Jahren gegen die konservative Regierung kämpfte. Als der Aufstand Anfang 1870 von Regierungstruppen niedergeschlagen und Cruz hingerichtet wurde, floh Barrios nach Mexiko. Dort traf er Miguel García Granados, mit dem zusammen er in Chiapas mit Unterstützung von Benito Juárez eine liberale Streitmacht aufstellte.
1871 marschierten Barrios und García Granados mit ihrer Truppe nach Guatemala ein. Sie errangen mehrere Siege gegen die Regierungstruppen unter dem persönlichen Befehl Cernas, in denen sich Barrios als mutiger und taktisch geschickter Heerführer erwies. Am 30. Juni 1871 nahmen sie Guatemala-Stadt ein und bewirkten den Sturz der Regierung Cerna. Unter der anschließenden provisorischen Regierung von Miguel García Granados war Barrios oberster Befehlshaber des Heeres und erster Stellvertreter des Präsidenten. Er entzweite sich politisch jedoch schon bald mit García Granados, da ihm dessen Reformen nicht weit genug gingen.

### Die Präsidentschaft
1873 gewann Barrios für die Liberale Partei die Präsidentschaftswahlen. Als Präsident führte er radikale Reformen durch. Diese wandten sich in erster Linie gegen den Einfluss der katholischen Kirche. So verwies er beispielsweise sämtliche kirchlichen Ordensgemeinschaften des Landes und verstaatlichte ihren Besitz. Viele der ehemaligen Klöster wurden zu öffentlichen Gebäuden, so zum Beispiel das Franziskanerkloster zur Postdirektion und das Kapuzinerkloster zum Polizeipräsidium. Außerdem schaffte er die kirchliche Gerichtsbarkeit ab und minderte den Einfluss der Kirche auf die Bildung durch Einführung öffentlicher Schulen.
Barrios gründete 1874 die Nationalbank (Banco Nacional de Guatemala) und 1879 die Nationalbibliothek. Er führte eine allgemeine Wehrpflicht, eine landesweite Heeresstruktur und ein zentrales Grundbuchamt ein. Im Jahre 1879 wurde die erste Verfassung Guatemalas verabschiedet. Diese trat ein Jahr später in Kraft. Trotz seiner liberalen und modernen Einstellung war sein Regierungsstil sehr autoritär. Zahlreiche politische Gegner mussten unter seiner Regierung das Land verlassen und ins Exil gehen.
1879 wurde Barrios für weitere sechs Jahre wiedergewählt. In dieser zweiten Amtszeit wurde unter anderem zwischen 1880 und 1884 die erste Eisenbahnlinie des Landes zwischen Puerto San José an der Pazifikküste und Guatemala-Stadt gebaut. Außerdem wurde durch Erlass aus dem Jahre 1883 die Grundlage für den Bau der Eisenbahnlinie an die Atlantikküste nach Puerto Barrios gelegt (die allerdings erst im Jahre 1908 fertiggestellt wurde).
1882 wurde auf Betreiben Barrios’ der Herrera-Mariscal-Vertrag zwischen Guatemala und Mexiko abgeschlossen. Durch diesen Vertrag verzichtete Guatemala (entschädigungslos) auf das seit 1823 zwischen den beiden Ländern umstrittene Gebiet des Soconusco sowie auf die Rückzahlung gewährter Kredite.

### Die Konföderation
Wie die meisten Liberalen Mittelamerikas trat Barrios für die Wiederherstellung der Zentralamerikanischen Konföderation ein. Dies war eines der zentralen Themen seiner zweiten Amtszeit. Nachdem zahlreiche Verhandlungen nicht zu einem Ergebnis führten, entschloss sich Barrios, Fakten zu schaffen. Im Einverständnis mit den Präsidenten von El Salvador und Honduras, Rafael Zaldívar und Luis Bográn Barahona, erklärte er mit Erlass vom 6. März 1885 die Zentralamerikanische Konföderation für wiederhergestellt und ernannte sich selbst zum Oberbefehlshaber des konföderierten Heeres. Wenige Tage später änderte der salvadorianische Präsident Zaldívar jedoch seine Meinung und sprach sich gegen die Konföderation aus. Daraufhin kam es am 30. März zu ersten bewaffneten Auseinandersetzungen zwischen Guatemala und El Salvador. Barrios fiel am 2. April in der Schlacht von Chalchuapa, in der er der die guatemaltekischen Truppen angeführt hatte. Mit ihm starb auch der Plan zur Wiederherstellung der Zentralamerikanischen Konföderation.